# Laver Cup 2019
Laver Cup 2019 byl třetí ročník tenisové soutěže dvou šestičlenných mužských týmů, který se odehrával v ženevské hale Palexpo mezi 20. až 22. zářím 2019 na dvorci s tvrdým povrchem. Ve dvanácti zápasech se utkali hráči Evropy s tenisty výběru světa. Poprvé se soutěž stala součástí mužského profesionálního okruhu ATP Tour. Televizní práva držela stanice Eurosport.
Roli kapitánů družstev plnily tenisové legendy a bývalí rivalové, Švéd Björn Borg na straně Evropy a Američan John McEnroe ve výběru světa.
Potřetí v řadě vyhrála Evropa po těsném vítězství 13–11. Před dvěma závěrečnými dvouhrami přitom výběr světa vedl 11–7. Oba rozhodující singly však zvládli evropští hráči Federer a Alexander Zverev, jenž porazil Raonice až v supertiebreaku. Po sobotním programu odstoupil Rafael Nadal pro zánět ruky. V neděli měl odehrát čtyřhru s Federerem a dvouhru. Každý člen vítězného týmu obdržel odměnu 250 tisíc dolarů a všichni hráči startovné podle postavení na žebříčku ATP.

## Formát
Čtyři tenisté týmu se kvalifikovali na základě nejvyššího postavení na singlovém žebříčku ATP. Zbylá dvě místa určili kapitáni podle vlastního výběru do pondělí po skončení US Open. Každé družstvo bylo doplněno jedním náhradníkem a nehrajícím zástupcem kapitána.
Každý ze tří hracích dnů zahrnoval tři dvouhry a jednu čtyřhru. Celkově se tak na jediném dvorci uskutečnilo 12 zápasů. V první, páteční den, se každý vítězný duel hodnotil jedním bodem, ve druhém z nich – sobotě, měla výhra hodnotu dvou bodů, a ve třetí, nedělní den, pak tří bodů. Výsledný poměr celkového součtu všech bodů určil vítěze daného ročníku. Při nerozhodném poměru by se vítězem stalo družstvo, jehož deblový pár by vyhrál zápas v podobě standardního setu zakončeného 7bodovou zkrácenou hrou.
Jeden zápas byl hrán na dva vítězné sety. Za vyrovnaného stavu sad 1–1 o vítězi rozhodl supertiebreak do 10 bodů, s potřebným rozdílem dvou míčů.
Každý tenista odehrál minimálně jednu a maximálně dvě dvouhry. Nejméně čtyři z šesti hráčů družstva museli nastoupit do čtyřher, v nichž byla povolena jedna výměna složení, s výjimkou případného rozhodujícího utkání, kde byl umožněn volný výběr.
Kapitáni určili nasazení hráčů pro jednotlivé zápasy, a to vždy před úvodním duelem každého hracího dne.

## Týmy

### Evropa
Kapitánem evropského týmu se potřetí stal vítěz jedenácti grandslamů Björn Borg ze Švédska a zástupcem kapitána byl jmenován jeho krajan Thomas Enqvist.
Prvními evropskými hráči, kteří 13. prosince 2018 potvrdili účast, byli Švýcar Roger Federer a Španěl Rafael Nadal. Během květnového Mutua Madrid Open 2019 vyjádřil zájem startu trojnásobný grandslamový šampion Stan Wawrinka, v jehož rodné zemi se třetí ročník odehrál. Nicméně v době konání se účastnil paralelně probíhajícího St. Petersburg Open 2019 v Rusku. Rakušan Dominic Thiem, Němec Alexander Zverev a Ital Fabio Fognini potvrdili účast 14. června 2019. Řek Stefanos Tsitsipas byl na soupisku doplněn 13. srpna téhož roku. Fognini s Tsitsipasem v soutěži debutovali. Kapitán Borg zvolil za člena týmu španělskou světovou desítku Roberta Bautistu Aguta.
Příčina neúčasti světové jedničky Novaka Djokoviće, startujícího v předchozím roce 2018, nebyla jednoznačně odhalena. Srb se v minulosti o Laver Cupu vyjádřil pochvalně. Podle britského deníku Daily Express mohla stát za nepozváním, pokud prvotní příčinou nebylo odřeknutí samotného Srba, rivalita prvních tří hráčů žebříčku – Djokoviće, Nadala a Federera, kteří v hráčské radě ATP vedli spor o další směřování organizace a působení prezidenta i výkonného ředitele Chrise Kermoda. Zatímco prezident hráčské rady Djoković se postavil do čela revolty za Kermodovo odvolání, Nadal s Federerem podporovali manažerovo setrvání ve funkci, v níž působil od roku 2014. Rozhodující hlasování proběhlo během březnového Indian Wells Masters 2019, s výsledkem nutného odstoupení Kermoda ke konci sezóny 2019.
| Tenista               | stát      | věk    | ATP | tituly 2019                                                            | potvrzení účasti  |
| Rafael Nadal          | Španělsko | 33 let | 2.  | Internazionali BNL d'Italia French Open Rogers Cup US Open             | 13. prosince 2018 |
| Roger Federer         | Švýcarsko | 38 let | 3.  | Hopman Cup Dubai Tennis Championships Miami Open Noventi Open          | 13. prosince 2018 |
| Dominic Thiem         | Rakousko  | 26 let | 5.  | BNP Paribas Open Barcelona Open Banco Sabadell Generali Open Kitzbühel | 14. června 2019   |
| Alexander Zverev      | Německo   | 22 let | 6.  | Geneva Open Abierto Mexicano Telcel(debl)                              | 14. června 2019   |
| Stefanos Tsitsipas    | Řecko     | 21 let | 7.  | Estoril Open Open 19                                                   | 13. srpna 2019    |
| Fabio Fognini         | Itálie    | 32 let | 11. | Monte-Carlo Rolex Masters                                              | 14. června 2019   |
| Náhradník             |           |        |     |                                                                        |                   |
| Roberto Bautista Agut | Španělsko | 31 let | 10. | Qatar ExxonMobil Open                                                  | 14. září 2019     |

#### Statistiky
| Tenista            | zápasy | výhry–prohry | výhry–prohry | výhry–prohry | bilance bodů | bilance bodů | bilance bodů | zdroj  |
| Tenista            | zápasy | dvouhra      | čtyřhra      | celkem       | dvouhra      | čtyřhra      | celkem       | zdroj  |
| Roger Federer      | 4      | 2–0          | 1–1          | 3–1          | 5–0          | 1–3          | 6–3          | [ 11 ] |
| Fabio Fognini      | 1      | 0–1          | 0–0          | 0–1          | 0–1          | 0–0          | 0–1          | [ 12 ] |
| Rafael Nadal       | 2      | 1–0          | 0–1          | 1–1          | 2–0          | 0–2          | 2–2          | [ 13 ] |
| Dominic Thiem      | 2      | 1–1          | 0–0          | 1–1          | 1–3          | 0–0          | 1–3          | [ 14 ] |
| Stefanos Tsitsipas | 3      | 1–0          | 0–2          | 1–2          | 1–0          | 0–5          | 1–5          | [ 15 ] |
| Alexander Zverev   | 3      | 1–1          | 1–0          | 2–1          | 3–2          | 1–0          | 4–2          | [ 16 ] |

### Svět
Kapitánem světového týmu se podruhé stal vítěz sedmi singlových a desíti deblových grandslamů John McEnroe ze Spojených států. Zástupcem kapitána byl jmenován jeho mladší bratr Patrick McEnroe.
Prvními hráči světa s potvrzenou účastí se 3. července 2019 stali Jihoafričan Kevin Anderson, Američan John Isner a Kanaďané Milos Raonic s Denisem Shapovalovem. Australan Nick Kyrgios byl na soupisku doplněn 13. srpna 2019. Kapitán McEnroe zvolil americké hráče Jacka Socka a Taylora Fritze, jenž nahradil Andersona s poraněným kolenem. Raonic s Fritzem v soutěži debutovali. Roli náhradníka plnil padesátý třetí muž žebříčku Jordan Thompson z Austrálie.
| Tenista          | stát          | věk    | ATP  | tituly 2019                       | potvrzení účasti |
| John Isner       | Spojené státy | 34 let | 20.  | Hall of Fame Open                 | 3. července 2019 |
| Milos Raonic     | Kanada        | 28 let | 24.  |                                   | 3. července 2019 |
| Nick Kyrgios     | Austrálie     | 24 let | 27.  | Abierto Mexicano Telcel Citi Open | 13. srpna 2019   |
| Taylor Fritz     | Spojené státy | 21 let | 30.  | Nature Valley International       | 10. září 2019    |
| Denis Shapovalov | Kanada        | 20 let | 33.  |                                   | 3. července 2019 |
| Jack Sock        | Spojené státy | 25 let | 210. |                                   | 10. září 2019    |
| Náhradník        |               |        |      |                                   |                  |
| Jordan Thompson  | Austrálie     | 22 let | 53.  |                                   | 14. září 2019    |

#### Statistiky
| Tenista          | zápasy | výhry–prohry | výhry–prohry | výhry–prohry | bilance bodů | bilance bodů | bilance bodů | zdroj  |
| Tenista          | zápasy | dvouhra      | čtyřhra      | celkem       | dvouhra      | čtyřhra      | celkem       | zdroj  |
| Taylor Fritz     | 2      | 1–1          | 0–0          | 1–1          | 3–1          | 0–0          | 3–1          | [ 20 ] |
| John Isner       | 3      | 1–1          | 1–0          | 2–1          | 2–3          | 3–0          | 5–3          | [ 21 ] |
| Nick Kyrgios     | 2      | 0–1          | 1–0          | 1–1          | 0–2          | 2–0          | 2–2          | [ 22 ] |
| Milos Raonic     | 2      | 0–2          | 0–0          | 0–2          | 0–5          | 0–0          | 0–5          | [ 23 ] |
| Denis Shapovalov | 2      | 0–1          | 0–1          | 0–2          | 0–1          | 0–1          | 0–2          | [ 24 ] |
| Jack Sock        | 4      | 1–0          | 2–1          | 3–1          | 1–0          | 5–1          | 6–1          | [ 25 ] |

## Program
| Laver Cup 2019                      |                                  |                            |                       |       |        |
| Zápas                               | Evropa                           | Svět                       | výsledek              | stav  | zdroj  |
| Pátek – 20. září (1 bod za výhru)   |                                  |                            |                       |       |        |
| 1. dvouhra                          | Dominic Thiem                    | Denis Shapovalov           | 6–4, 5–7, [13–11]     | 1:0   | [ 26 ] |
| 2. dvouhra                          | Fabio Fognini                    | Jack Sock                  | 1–6, 6–7(3–7)         | 1:1   | [ 27 ] |
| 3. dvouhra                          | Stefanos Tsitsipas               | Taylor Fritz               | 6−2, 1−6, [10−7]      | 2:1   | [ 28 ] |
| 1. čtyřhra                          | Roger Federer Alexander Zverev   | Denis Shapovalov Jack Sock | 6−3, 7−5              | 3:1   | [ 29 ] |
| Sobota – 21. září (2 body za výhru) |                                  |                            |                       |       |        |
| 4. dvouhra                          | Alexander Zverev                 | John Isner                 | 7−6(7−2), 4−6, [1−10] | 3:3   | [ 30 ] |
| 5. dvouhra                          | Roger Federer                    | Nick Kyrgios               | 6−7(5−7), 7−5, [10−7] | 5:3   | [ 31 ] |
| 6. dvouhra                          | Rafael Nadal                     | Milos Raonic               | 6−3, 7−6(7−1)         | 7:3   | [ 32 ] |
| 2. čtyřhra                          | Rafael Nadal Stefanos Tsitsipas  | Nick Kyrgios Jack Sock     | 4−6, 6−3, [6−10]      | 7:5   | [ 33 ] |
| Neděle – 22. září (3 body za výhru) |                                  |                            |                       |       |        |
| 3. čtyřhra                          | Roger Federer Stefanos Tsitsipas | John Isner Jack Sock       | 7−5, 4−6, [8−10]      | 7:8   | [ 34 ] |
| 7. dvouhra                          | Dominic Thiem                    | Taylor Fritz               | 5−7, 7−6(7−3), [5−10] | 7:11  | [ 35 ] |
| 8. dvouhra                          | Roger Federer                    | John Isner                 | 6−4, 7−6(7−3)         | 10:11 | [ 36 ] |
| 9. dvouhra                          | Alexander Zverev                 | Milos Raonic               | 6−4, 3−6, [10−4]      | 13:11 | [ 37 ] |

| Vítěz             |
| Evropa – 3. titul |
| Evropa–Svět 3:0   |

## Galerie

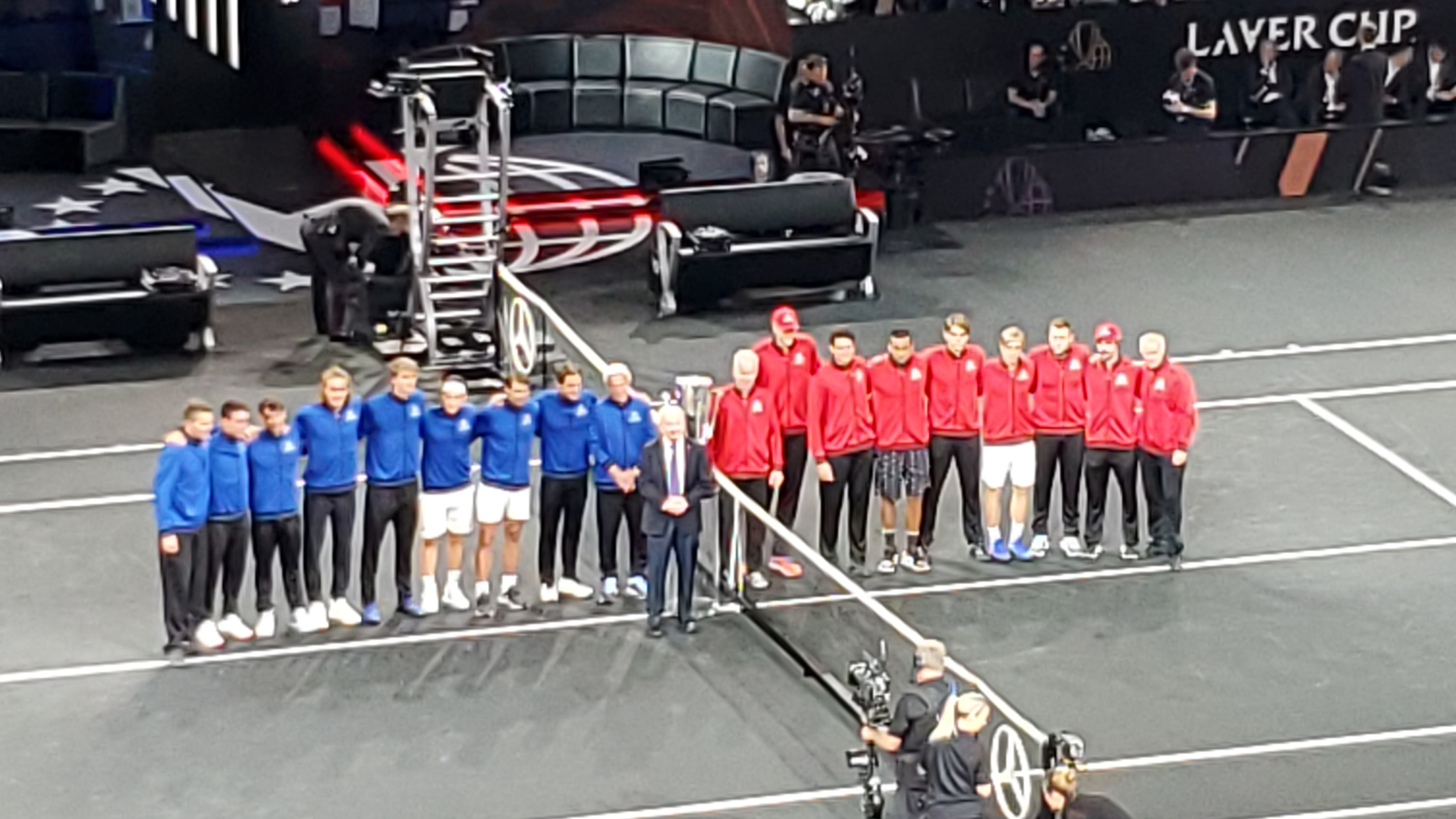
Zahajovací ceremoniál, modří Evropané a červení hráči zbytku světa; uprostřed Rod Laver
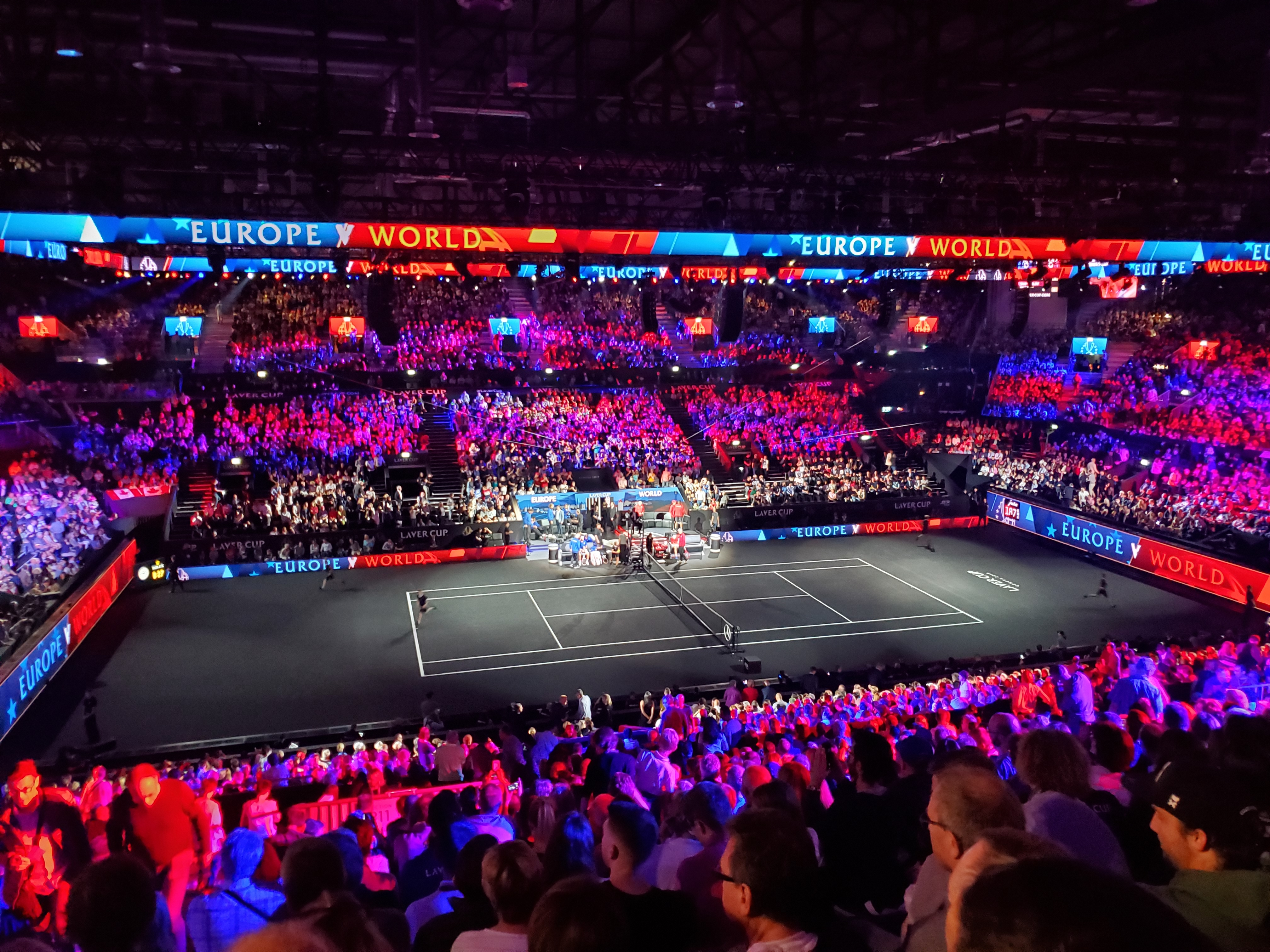
Dvorec v hale Palexpo
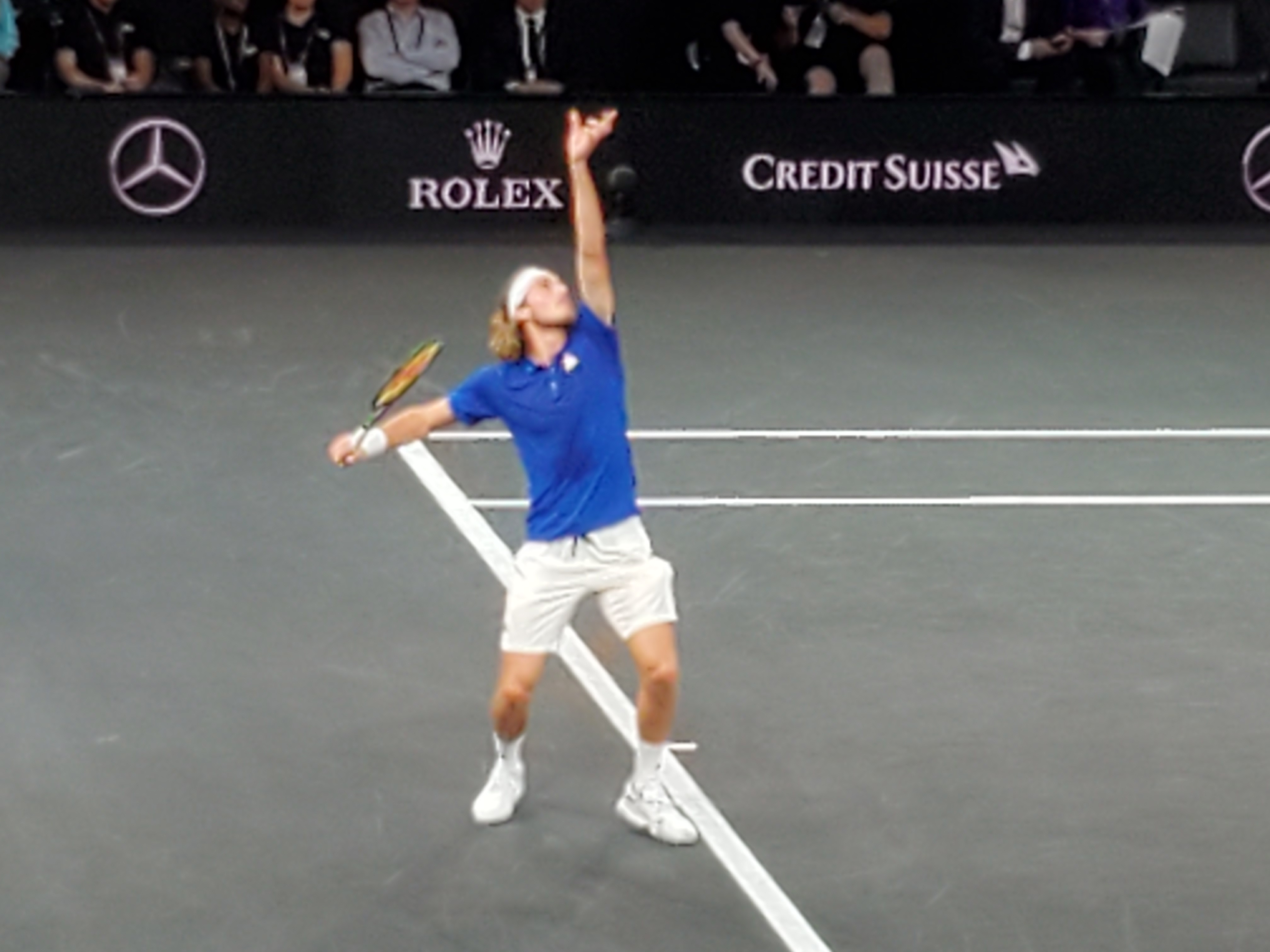
Podání Tsitsipase v utkání s Fritzem